# Hohengrund
Hohengrund ist eine in der Oberpfalz gelegene Einöde, die ein Gemeindeteil von Kastl ist.

## Lage
Der Ort befindet sich in der Region Oberpfälzer Jura und liegt in der nach Utzenhofen benannten Gemarkung. Hohengrund selbst ist einer von 39 Ortsteilen des Marktes Kastl. Die Einöde liegt zweieinhalb Kilometer südlich von Kastl und Lauterhofen ist sechseinhalb Kilometer entfernt.

## Verkehr
Die Einöde ist über eine 150 Meter lange Zufahrtstraße mit einer von Kastl nach Utzenhofen führenden Gemeindeverbindungsstraße verbunden. Vom ÖPNV wird der Ort nicht bedient. Die nächstgelegene Haltestelle befindet sich im eineinhalb Kilometer entfernten Utzenhofen und wird von der Rufbuslinie 445 des VGN angefahren.